# La Belle Ferronnière
La Belle Ferronnière (auch: La Belle Ferronière) ist ein Gemälde, das dem italienischen Renaissancekünstler Leonardo da Vinci (1452–1519) oder seiner Schule zugeschrieben wird. Es wird um 1495 bis 1499 datiert und befindet sich im Bestand des Louvre in Paris.

## Geschichte
Das Gemälde wurde zum ersten Mal im Jahre 1642 in einem Katalog der königlichen Sammlung des Schlosses Fontainebleau erwähnt, als ein Werk des Leonardo da Vinci, das „eine Herzogin von Mantua“ darstellt. In den Notizen und Manuskripten Leonardo da Vincis finden sich keine Hinweise auf die Entstehung des unsignierten und undatierten Bildes, wie es bei vielen seiner Bilder der Fall ist, und was auch hier zu den üblichen Kontroversen der Fachleute über Eigenhändigkeit bzw. Beteiligung von Werkstatt und Schülern geführt hat. Das Porträt befindet sich im Musée du Louvre in Paris, der es als eigenhändiges Werk Leonardos führt.
Seinen heutigen Titel erhielt das Gemälde offenbar als Ergebnis einer Verwechslung. Der gleiche Katalog erwähnt auch ein Porträt der „La Belle Ferronière“, einer namentlich nicht genau bekannten Mätresse des französischen Königs Franz I. Möglich ist, dass die Mätresse die Frau oder Tochter eines Eisenhändlers (frz. ferronnier) war oder auch die Ehefrau eines Advokaten namens Féron oder Le Ferron.
Verwechselt wurden die Porträts vermutlich im frühen 18. Jahrhundert. Seither wurde das Porträtgemälde von Leonardo meist als „La Belle Ferronnière“ bezeichnet, gelegentlich auch als „Porträt einer unbekannten Dame“. Unterstützt wurde die Verwechslung offenbar durch den Kopfschmuck der dargestellten Person: Das Modell trägt ein mit einem Juwel besetztes, schmales Stirnband. Schmuckstücke dieser Art wurden bereits im 16. Jahrhundert nach jener Geliebten des Königs bezeichnet, als „Ferronière“.

## Die dargestellte Person
Neben der Mätresse des französischen Königs wurden weitere Identifikationen des Modells vorgeschlagen: Lucrezia Crivelli (1452–1508), Cecilia Gallerani (1473–1536), beides Geliebte von Ludovico Sforza (1452–1508), dem Herzog von Mailand sowie Beatrice d’Este (1475–1497), die Ludovico im Jahr 1491 heiratete.